# Mario Conti
Mario Conti (Motta Visconti, 3 gennaio 1935 – Motta Visconti, 4 novembre 2020) è stato un calciatore italiano, di ruolo centrocampista.

## Carriera
Dopo gli esordi con i dilettanti della Mottese, passa al Carbonia disputando due campionati di Serie C.
Nel 1959 viene prelevato dalla Lucchese, con cui vince il campionato di Serie C 1960-1961 e gioca le successive due stagioni in Serie B totalizzando 55 presenze.

## Palmarès

### Club

#### Competizioni nazionali
- Serie C: 1

Lucchese: 1960-1961